# Riccardo Bertoncelli
Riccardo Bertoncelli (Novara, 21 marzo 1952) è un giornalista, critico musicale e conduttore radiofonico italiano, tra i primi a occuparsi attivamente di rock in Italia. Ha poi svolto l'attività di traduttore per diverse case editrici di settore.
La sua prima fanzine ciclostilata si chiamava Freak, alla quale seguirono la temporanea collaborazione per le riviste Muzak e Gong, della quale fu uno dei fondatori. Il suo Pop Story è considerato tra le prime produzioni editoriali di rilievo della critica musicale rock italiana.

## Biografia

### Gioventù ed esordi
Nacque a Novara nel 1952, dove frequentò il liceo classico Carlo Alberto. Appassionato di rock dall'età di quindici anni, fondò il John Mayall Fan Club of Italy, da cui scaturì nel 1969 il suo primo progetto editoriale, una fanzine su ciclostile battezzata Blues anytime. In questo periodo conobbe Paolo Carù, cofondatore della rivista Il mucchio selvaggio e proprietario di un negozio di dischi di importazione, considerato dallo stesso Bertoncelli un personaggio fondamentale per la propria formazione.
Con l'inizio della collaborazione con Carù, la fanzine fu ribattezzata Pop Messenger Service fino alla rottura del sodalizio, avvenuta un anno dopo. Fondò quindi Freak, fanzine che ebbe maggiore diffusione anche per le tematiche più specificatamente dedicate alla musica underground che gli permise di iniziare collaborazioni con case discografiche come la Ricordi, per recensire quei dischi che allora erano considerati più "stravaganti". Contemporaneamente collaborò con altre testate come Tampax diretta da Giulio Tedeschi.

### Anni settanta
Nel 1973, a ventuno anni, pubblicò Pop Story per la casa editrice Arcana di Raimondo Biffi, diventato un libro di culto e il primo in Italia che fece conoscere storicamente e culturalmente ai ragazzi italiani gli orizzonti del pop e del rock. È grazie alla sua attività editoriale ed alla pubblicazione di Pop Story che nello stesso anno iniziò a collaborare alla conduzione del programma radiofonico Pop Off di Radio Rai. Sempre nel 1973, Bertoncelli, che oltre ai vari impegni in campo musicale si dedicava agli studi universitari, chiuse Freak dopo l'uscita del numero 21.
Nell'aprile del 1974, dopo sporadiche collaborazioni per Ciao 2001, iniziò a scrivere per la rivista romana Muzak per poi uscire a giugno assieme al nucleo milanese composto da Antonino Antonucci Ferrara, Roberto Masotti, Marco Fumagalli, Peppo Delconte e Giacomo Pellicciotti, per fondare Gong, che divenne una delle più importanti riviste di quegli anni per gli appassionati di musica rock e pop, contribuendo a far conoscere anche in Italia generi sempre nuovi come il rock progressivo legato alla scena di Canterbury, il creative jazz, e più tardi la new wave americana.
Nel 1975 condusse, assieme a Massimo Villa, l'edizione estiva di Per voi giovani, un programma radiofonico di Radio Rai che trattava soprattutto rock progressivo, assieme a gruppi o cantanti italiani che non venivano altrimenti trasmessi. Negli anni Settanta fu inoltre attivo nelle radio libere, formidabile mezzo di espressione per la cultura giovanile.
Piuttosto nota, nel 1975, la sua querelle con Francesco Guccini. Il cantautore reagì a una stroncatura di Bertoncelli al suo album Stanze di vita quotidiana inserendo in una canzone, poi pubblicata con il titolo L'avvelenata, un verso in cui lo citava:
voi che siete capaci fate bene a aver le tasche piene e non solo i coglioni...

Che cosa posso dirvi? Andate e fate, tanto ci sarà sempre, lo sapete,

un musico fallito, un pio, un teorete, un Bertoncelli o un prete a sparare cazzate!»
(Francesco Guccini, L'avvelenata, 1976)
I due in seguito s'incontrarono e trascorsero una serata a casa di Guccini, che suonò alla chitarra la canzone offrendosi di togliere il nome. Bertoncelli però gli disse: «Ora che ci siamo conosciuti, non ha più senso»
Nel 1979 iniziò la collaborazione con il periodico Linus con una rubrica fissa che ha tenuto per molti anni.

### Anni ottanta
Nel 1979 e 1980, cambiato l'orizzonte di riferimento rispetto a Gong e viste le nuove tendenze musicali di quel periodo, si occupò assieme a Franco Bolelli prima del semestrale Almanacco musica, poi di Musica 80 prima come collaboratore e poi come direttore. È sulle pagine di questa rivista che nacquero le polemiche con Claudio Sorge per le stroncature dei Joy Division in un articolo dal titolo "La Gioia Divisa" e dei The Cramps in "Crampi a New York".
Nel 1981 debuttò come direttore di collana per Arcana, la casa editrice di cui nel 1985 divenne direttore editoriale. Contribuì a diffondere l'editoria rock con collane di culto come Vessazioni, La musa rock e Musiqa (testi tradotti degli artisti più importanti).
Tra il 1982 ed il 1985 fu anche giornalista sportivo per l'Unità, dove trattava soprattutto calcio e ciclismo. Sempre in questi anni prima curò con Franco Bolelli l'Almanacco musica per Il Formichiere e poi nel 1983 iniziò la sua lunga collaborazione con Rockerilla dove nel 1991 gli fu affidata una rubrica fissa dal titolo "Imaginary Landscapes".
Altre sue lunghe collaborazioni hanno riguardato Discoteca Hi-Fi, Superstereo, Audio, Carnet, Il Mucchio Selvaggio, Musica! di Repubblica, il sito Delrock.it con la rubrica "Highway 61".

### Anni novanta
Tra i suoi lavori di maggiore successo vi è l'Enciclopedia rock dell'editrice Arcana, una monumentale opera divisa per decenni per la quale ha coordinato la redazione. Dal 1995 cura l'area musicale del gruppo Giunti prima con la collana gli Atlanti Musicali Giunti, poi con la collana Bizarre, uscite con una produzione regolare che negli anni ha superato i cento libri, pubblicati in due ben distinti periodi: gli anni Settanta, per Arcana e Il Formichiere, e la stagione più recente, a partire dal 1998, per Giunti e altre case editrici. Significativa l'attività come traduttore, in cui si segnalano Rock 86 di David Dalton e Lenny Kaye edito da Mondadori negli Oscar e la biografia di Miles Davis scritta da Ian Carr e pubblicata da Arcana, 1982. Varie traduzioni e revisioni sono state firmate in coppia con Franco Zanetti.
Tra il 1996 e il 1998 fu direttore artistico del Salone della Musica di Torino, organizzando tra l'altro un Frank Zappa Memorial Barbecue multimediale all'auditorium del Lingotto.

### Anni 2000
La Facoltà di Lettere e Filosofia dell'Università Cattolica di Milano gli ha affidato un corso di Teoria e tecnica dell'editoria musicale nel contesto del Master universitario di 1º livello in Comunicazione musicale.
Tra le sue collaborazioni più recenti vi sono anche la conduzione ai microfoni della Radio Svizzera Italiana (Rete Due) della trasmissione Birdland, dedicata al jazz, e articoli sulle pubblicazioni la Repubblica XL, Musica Jazz, Blow Up, AudioReview.

## Opere
- Pop story. Suite per consumismo, pazzia e contraddizioni, Arcana, 1973 (1978)
- Il pop inglese con Marco Fumagalli e Manuel Insolera, Arcana, 1974 (1978)
- I poeti del rock. Le ballate più belle della pop music, Arcana, 1975
- Un sogno americano. Storia della musica pop da Bob Dylan a Watergate, Arcana, 1975 (1977)
- La musica pop. Istruzioni per l'uso e guida ai suoi segreti, Arcana, 1978 (Lampi di Stampa, 2005)
- Musica da non consumare con Franco Bolelli, Il Formichiere, 1979
- Led Zeppelin. Rock & roll graffiti, Giunti Editore, 1995
- Paesaggi immaginari. Trent'anni di rock e oltre, Giunti Editore, 1998
- Storia leggendaria della musica rock, Giunti Editore, 1999 (2010, 2020)
- Una vita da mediano. Ligabue si racconta, con Luciano Ligabue, Giunti Editore, 1999
- Belin, sei sicuro? Storia e canzoni di Fabrizio De André, Giunti Editore, 2003 (2006)
- 24.000 dischi, Baldini & Castoldi, 2004 (2007)
- Pop rock, Electa, 2005
- Vivere a orecchio. Ligabue si racconta a Riccardo Bertoncelli, Giunti Editore, 2005
- Come creare una rockband da sballo!, Giunti Junior, 2006
- Sgt. Pepper. La vera storia con Franco Zanetti, Giunti Editore, 2007 (2008)
- Sulle corde di Lucio, con Franz Di Cioccio, Giunti Editore, 2008
- Avant pop '68. Canzoni indimenticabili di un anno che non è mai finito con Franco Zanetti, BUR, 2008
- 1969: storia di un favoloso anno rock da Abbey Road a Woodstock, Giunti Editore, 2009
- Se una notte d'inverno un musicista. Otto storie rock, Interlinea, 2010
- 1965-66, la nascita del nuovo rock, Giunti Editore, 2012
- 1967. Intorno al Sgt. Pepper, 2014
- Una vita con Bob Dylan, Giunti Editore, 2016
- Topi caldi. Frank Zappa e altri bei malanni, Giunti Editore, 2016
- 1968. Soul e rivoluzione, Giunti Editore, 2018